# Tell Leilan

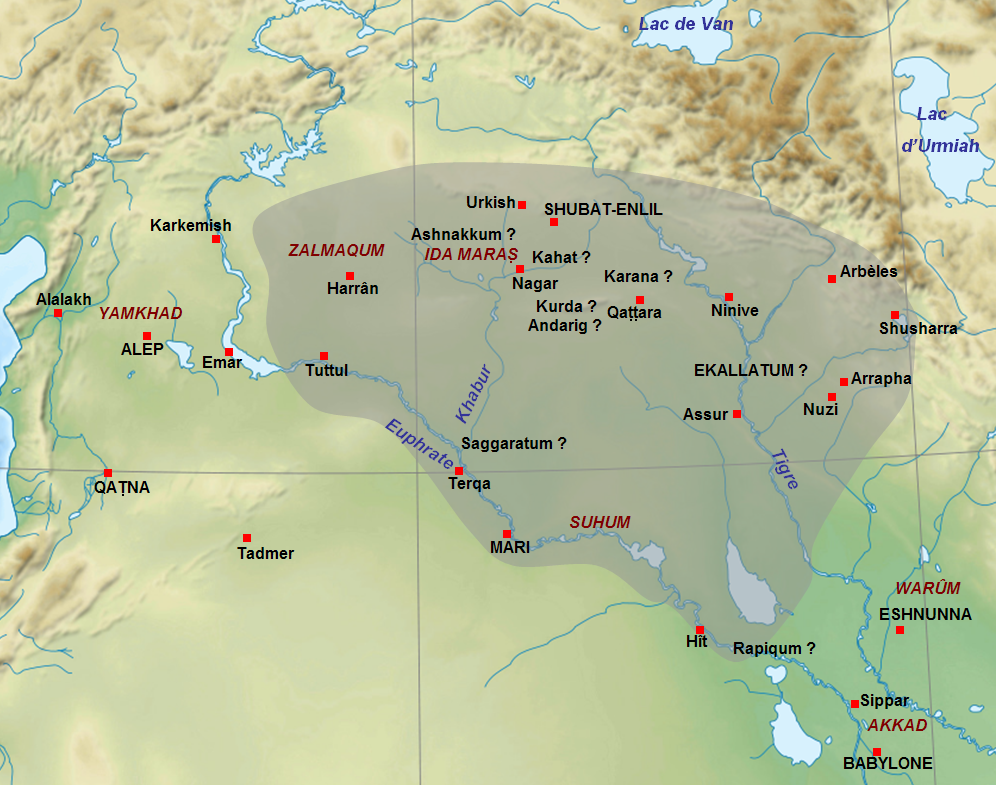
Mapa królestwa Szamszi-Adada I z zaznaczonym położeniem miasta Szubat-Enlil

Tell Leilan – duże stanowisko archeologiczne w północno-wschodniej Syrii ze śladami osadnictwa od V do II tys. p.n.e. W III tys. p.n.e. istniało tu miasto Szechna. Ok. 1800 r. p.n.e. asyryjski król Szamszi-Adad I zmienił nazwę miasta na Szubat-Enlil (akad. Šubat-Enlil, tłum. „siedziba boga Enlila”) i uczynił je stolicą swego państwa w północnej Mezopotamii. Miasto opustoszało ok. 1700 r. p.n.e.